# Cattleya forbesii
A Cattleya forbesii az egyszikűek (Liliopsida) osztályának spárgavirágúak (Asparagales) rendjébe, ezen belül a kosborfélék (Orchidaceae) családjába tartozó faj.

## Előfordulása
A Cattleya forbesii Brazília endemikus növényfaja, azaz természetes állapotban kizárólag ennek a dél-amerikai országnak déli és délkeleti részein fordul elő.

## Megjelenése
Ennek az epifiton növényfajnak a virágai természetes állapotban, vékony szirmúak és halványbarna vagy drapp-sárga színűek. Az ember azonban kialakította a fehér és az aranysárga változatait is.
A diploid kromoszómaszáma 2n = 54–60.

## Képek

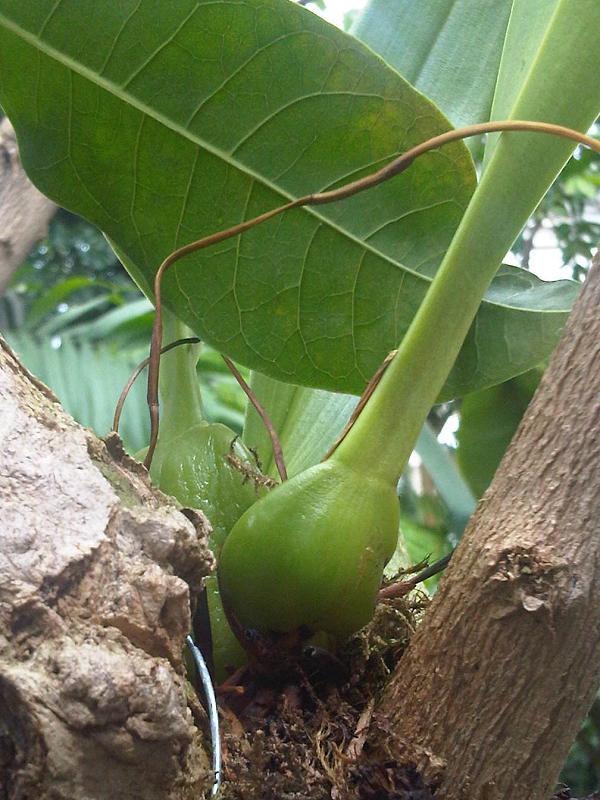
A szárának töve
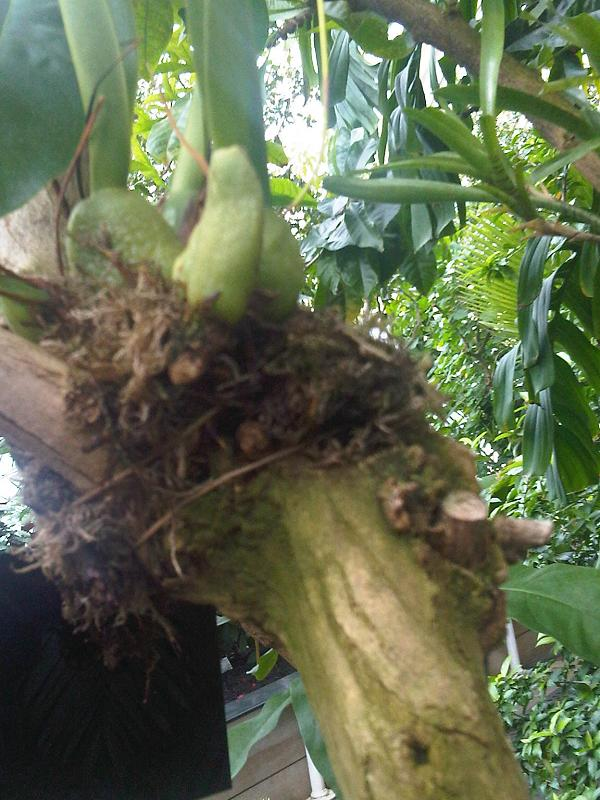
és a kapaszkodó gyökerei
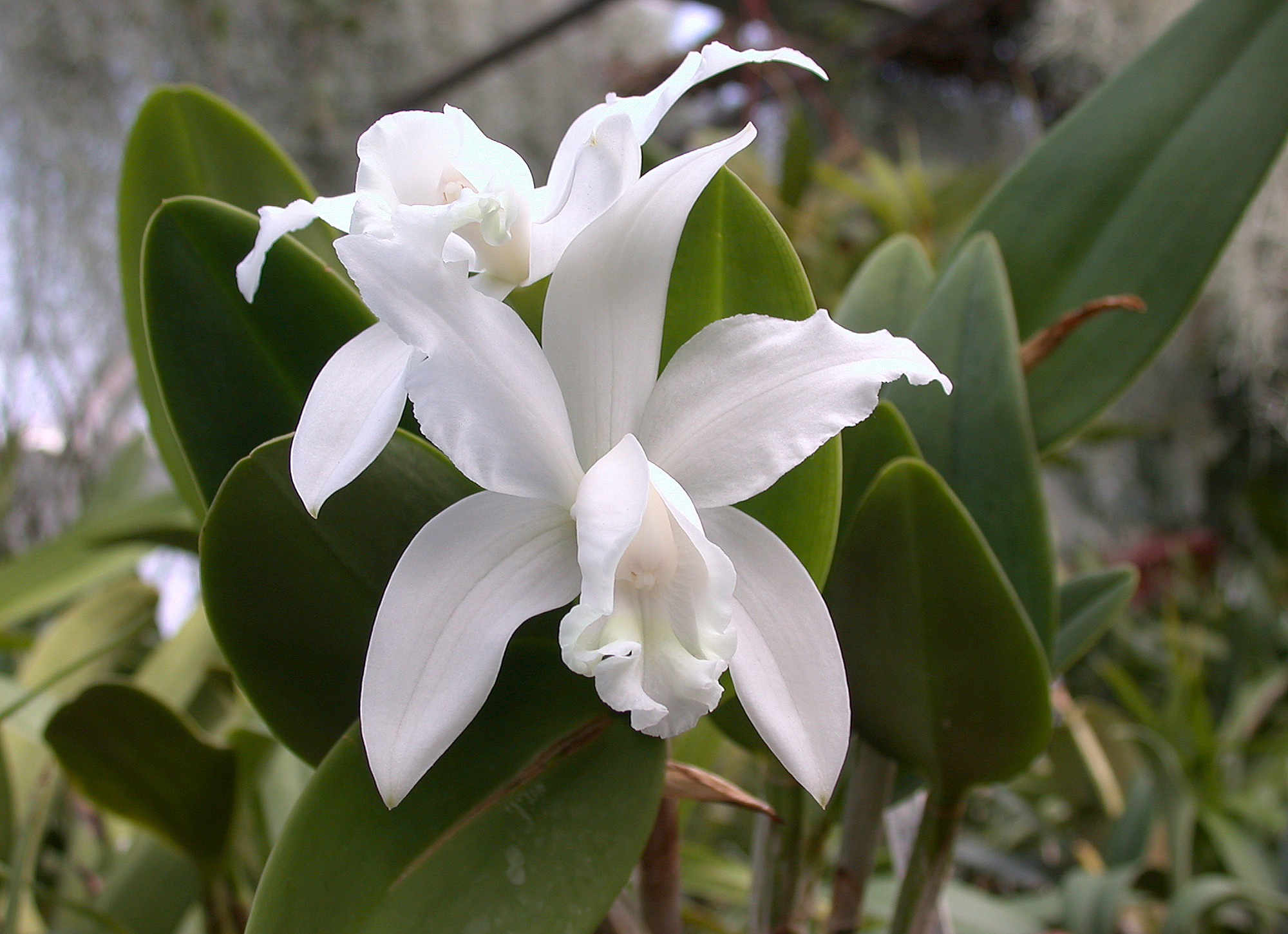
A fehér,
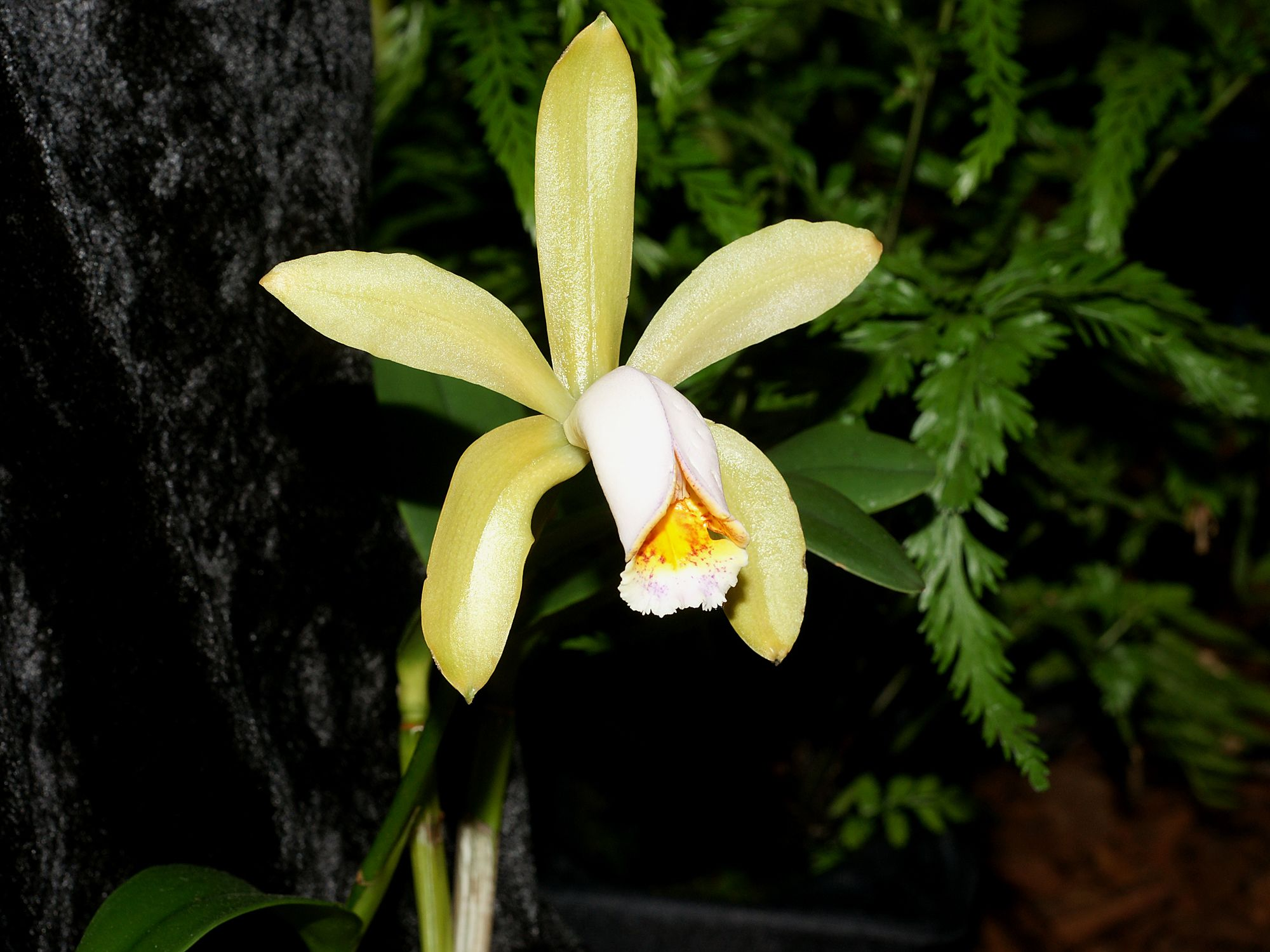
aranysárga és
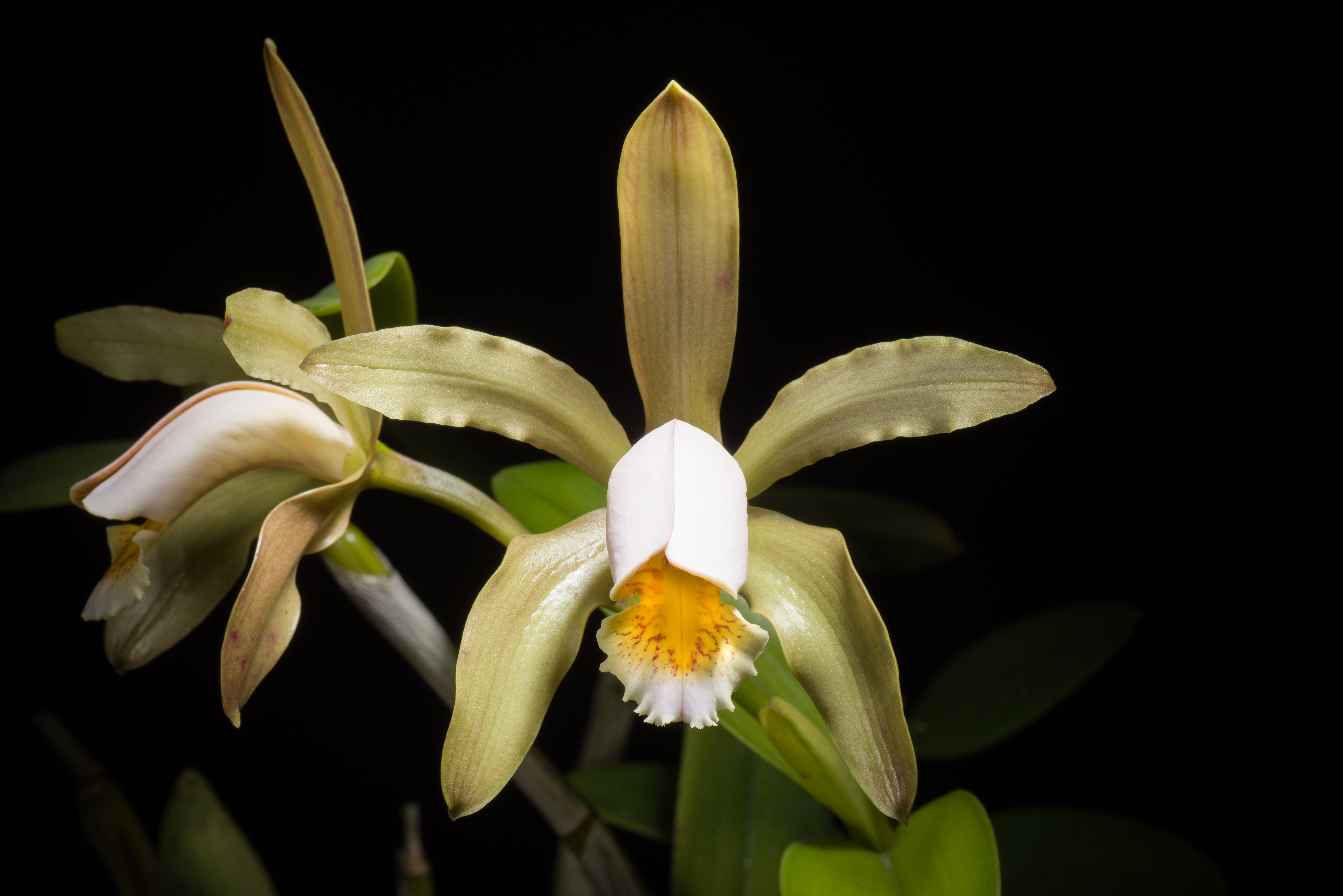
a 'Prazer' változatai